# ESV Frillendorf
Der ESV Frillendorf 08/85 e. V.  war ein Turn- und Fußballverein aus Essen im Stadtteil Frillendorf. Er wurde am 10. Mai 1908 als Turnverein Frillendorf 08 gegründet und am 31. Juli 2015 aufgelöst. Nach der Gründung des Ballspielverein Frillendorf 1913 fusionierten beide Vereine am 1. August 1940 zum Turn und Ballspielverein 08/13 Frillendorf (kurz TBV Frillendorf). Seit dem 5. Mai 2003 heißt der Verein ESV Frillendorf, da eine weitere Fusion mit dem FC Essen 85 e. V. stattgefunden hat.

## Geschichte

### Turnabteilung
Am 10. Mai 1908 trafen sich im damaligen Vereinslokal der Besitzer sowie 15 turnfreudige Bürger der damals kleinsten Gemeinde des Bürgermeisteramtes Stoppenberg, mit dem Vorsatz einen Turnverein ins Leben zu rufen. Da sämtliche Voraussetzungen zur Gründung eines Vereins gegeben waren, wurde der Turnverein Frillendorf 08 gegründet. Zur damaligen Zeit waren die Vereine meistens keinem Verband angeschlossen und galten als so genannte „Wilde Vereine“. Die Aufnahme in die Turnerschaft erfolgte 1925, womit der Verein nicht mehr „wild“ war.

### Fußballabteilung
Am 10. August 1913 war es wieder das damalige Vereinslokal, in dem von den Fußballfreunden der Ballspielverein Frillendorf 1913 gegründet wurde. Dies war nicht von langer Dauer – kaum ein Jahr nach der Gründung brach der Erste Weltkrieg aus und der Spielbetrieb musste für die Dauer des Krieges eingestellt werden. Fast alle Mitglieder wurden nun Soldaten. Nach Beendigung des Krieges lebte der Sportgeist wieder auf. Anfang 1919 war wieder eine rege Sporttätigkeit in beiden Abteilungen des Vereines zu verzeichnen. Vor dem Zweiten Weltkrieg wurde eine Umwandlung der Sportvereine im Dritten Reich vorgenommen, dabei wurden Arbeitersport- und DJK-Vereine aufgelöst. Dadurch konnte der Verein neue Mitglieder gewinnen. Am 1. August 1940 fusionierten die Turner mit den Fußballern zum Turn und Ballspielverein 08/13 Frillendorf. Von 1943 bis 1945 musste der Spielbetrieb eingestellt werden. Nach anfänglichen Schwierigkeiten wurde man 1951 Ruhrbezirksmeister und spielte daraufhin in der Saison 1951/52 in der höchstklassigen Amateurliga, der drittklassigen Fußball-Landesliga Niederrhein, bevor eine Berg- und Talfahrt in den Bezirks- und Kreisligen stattfand.
1985 gründete die Belegschaft der städtischen Müllabfuhr der Stadt Essen (heute: Entsorgungsbetriebe Essen, kurz: EBE) den Fußball Club Essen 85 e. V. Die ohnehin schon kleine Platzanlage wurde mit dem TBV Frillendorf geteilt. Nach fünf Aufstiegen in sechs Jahren schaffte es der FC Essen 85 bis in die Landesliga. Nach Schwierigkeiten mit der für die Landesliga zu kleinen Anlage und dem Rückzug der ersten Mannschaft sowie einem folgenden Mitgliederschwund fusionierten am 5. Mai 2003 der TBV Frillendorf 08/13 und FC Essen 85 e. V. zum ESV Frillendorf 08/85 e. V.
In der Spielzeit 2008/09 musste der Verein aus der Kreisliga B in die Kreisliga C zwangsabsteigen, doch der Verein schaffte den direkten Wiederaufstieg 2009/10. Nach weiteren Jahren im Fußballkreis nahm in der Spielzeit 2014/15 letztmals eine Mannschaft des Vereins am Spielbetrieb teil.

### Handballabteilung
Anfang 1926 wurde eine Handballabteilung gegründet. Die Handballabteilung spielte damals im Gelsenkirchener Bezirk und schaffte 1929/30 den Aufstieg zur obersten Handballklasse. Nach dem Zweiten Weltkrieg bestand kaum noch Interesse an der Sportart, und die Abteilung wurde mangels aktiver Sportler geschlossen.

## Sportstätten
Ein örtliche Bauer und Ziegeleibetreiber stellte ein Stück seiner Kuhwiese für den Sportbetrieb zur Verfügung. An der Stelle wo heute ein Ehrendenkmal vor der katholischen Kirche Heiliger Schutzengel steht, befand sich 1913 der erste Frillendorfer Fußballplatz. Nach dem Ersten Weltkrieg wurde dieser Platz in eine Notkirche umgebaut. Der Turn- und Fußballverein musste bis 1930 mehrfach umziehen, bis er eine Sportstätte an der Schachtanlage Königin Elisabeth gefunden hatte.
Nach einem Grundstückstausch der Stadt Essen und des Kokereibetriebes wurde ein Stadion für die Sportler errichtet (Gleis 13). 1959 bezog die Turnabteilung die neugebaute Sporthalle, die Fußballabteilung den Ascheplatz der damaligen Hauptschule in Frillendorf.
Die Fußballer spielten ab der Saison 1970 bis zum Ende der Saison 1983 wieder auf der Sportanlage Kumpelweg (Gleis 13 – der Zeche Königin Elisabeth), bevor sie zum Saisonstart (1983/84) wieder das Gelände der damaligen Hauptschule bezogen und bis zum Ende des Vereins 2015 nutzten.

## Bekannte Spieler
- Uwe Reinders
- Andreas Timm